# Anett-Maud Joppien

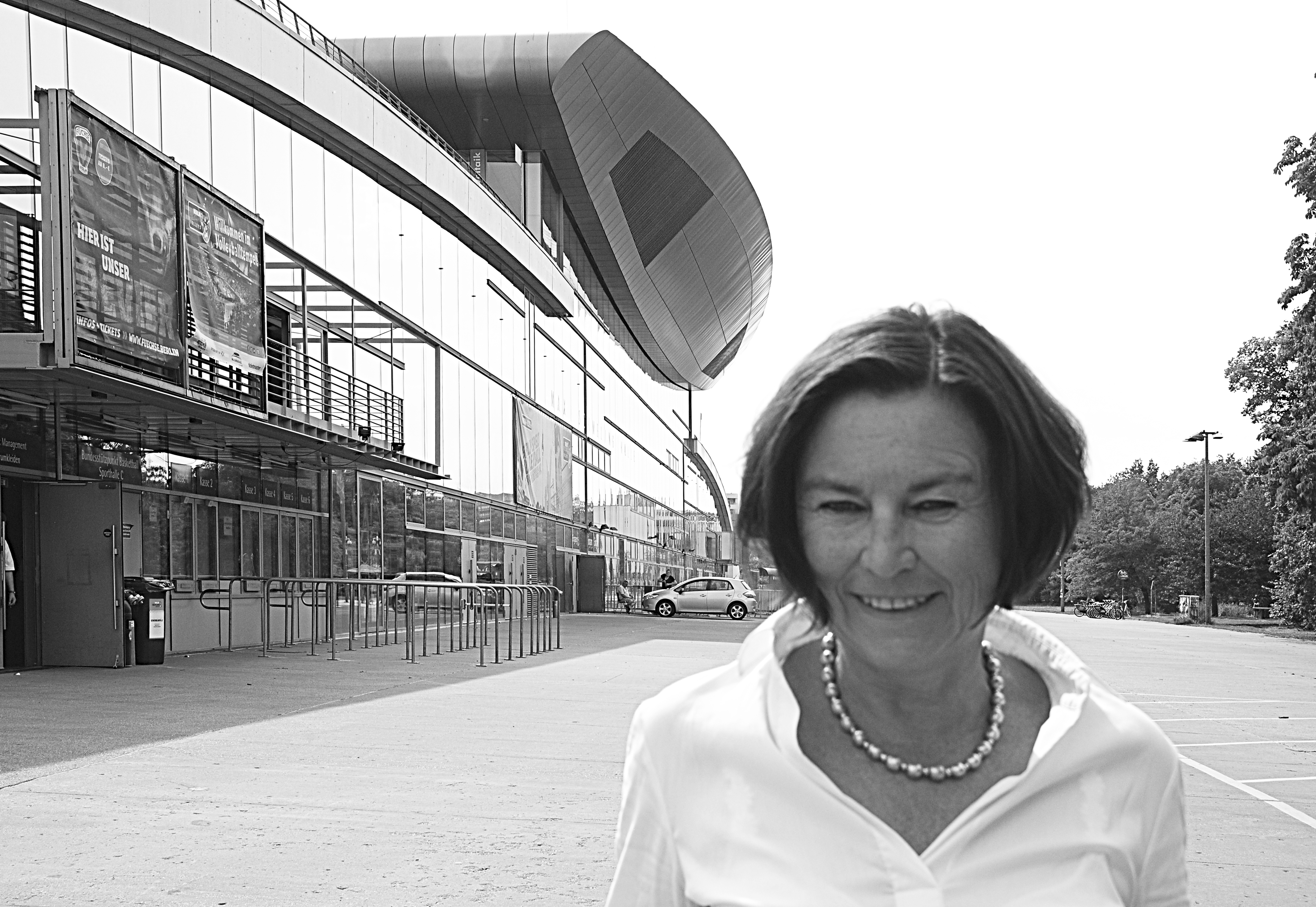
Anett-Maud Joppien vor der Max-Schmeling-Halle in Berlin

Anett-Maud Joppien (* 14. September 1959 in Frankfurt am Main) ist eine deutsche Architektin und Universitätsprofessorin.

## Leben
Anett-Maud Joppien studierte von 1978 bis 1985 Architektur an der TU Berlin und der TU Darmstadt. Von 1985 bis 1987 absolvierte sie Postgraduate Studies an der University of Illinois at Chicago und an der University of California, Berkeley (Fulbright-Stipendium, M.Arch.).
Von 1987 bis 1989 folgte eine freie Mitarbeit in der Ingenieursozietät BGS in Frankfurt am Main. Seit 1989 ist sie freiberufliche Architektin und gründete mit Albert Dietz und Jörg Joppien das Architekturbüro Joppien Dietz Architekten GbR in Frankfurt am Main, ab 1992 eine Niederlassung in Berlin (seit 1998 in Potsdam). 1996, nach dem Ausscheiden von Jörg Joppien, setzte sie die Büropartnerschaft mit Albert Dietz unter Dietz Joppien Architekten GbR fort, ab 2004 als AG, ab 2019 als Dietz Joppien Planungsgesellschaft mbH unter Beteiligung der agn-Gruppe.
1988 war sie Wissenschaftliche Mitarbeiterin an der TU Darmstadt bei Thomas Herzog. 1998 übernahm sie eine Gastdozentur an der TU Hannover im Fachgebiet Städtebau und von 1999 bis 2000 eine Gastprofessur an der TU Darmstadt im Fachgebiet Entwurf und visuelle Kommunikation. Von 2003 bis 2011 war sie Universitätsprofessorin an der Bergischen Universität Wuppertal im Fachgebiet Entwerfen und Konstruieren. Seit 2011 ist sie Universitätsprofessorin an der TU Darmstadt im Fachgebiet Entwerfen und Gebäudetechnologie und seit 2018 Dekanin des Fachbereichs Architektur.
Sie ist seit 1995 Mitglied im Bund Deutscher Architekten, war von 2000 bis 2008 Mitglied im Landeswettbewerbsausschuss und von 1996 bis 2009 in der Vertreterversammlung der Architekten- und Stadtplanerkammer Hessen tätig. Seit 1994 engagiert sie sich als Preisrichterin in nationalen und internationalen Architekturjuries. Sie war Mitglied im Gestaltungsbeirat der Städte Karlsruhe (2010–2013), Mainz (2013–2016), Mannheim (2015–2018) und ab 2019 in Freiburg. Seit 2013 ist sie Vizepräsidentin der Deutschen Gesellschaft für nachhaltiges Bauen (DGNB).
Zahlreiche ihrer Entwürfe, Wettbewerbsbeiträge und ausgeführten Projekte wurden mit Architekturpreisen ausgezeichnet. Ihre Schwester ist die evangelische Theologin Ute Eisen.

## Werke (Auswahl)
- Max-Schmeling-Halle, Berlin, 1996
- Schulungszentrum Flughafen, Frankfurt am Main, 1993
- Lichtbahnhof – Flughafen Hannover, Hannover, 1999
- Wohngebiet Sauerland, Wiesbaden, 2001
- Neuer Lustgarten Potsdam, Potsdam, 2001 / 2015
- Logistikzentrale Neckermann Versand AG, Frankfurt am Main, 2001
- Wohnhochhäuser Solitäre 7 und 8, Frankfurt am Main, 1999 / 2002
- Feuerwehrtechnisches Zentrum, Beelitz–Heilstätten, 2002
- UFO Loft- und Gewerbehaus, Frankfurt am Main, 2005
- Produktfamilie DB-Servicepoint, Bahnhöfe der DB AG, 2006 mit Unit Design GmbH
- Messe Helsinki, Helsinki, 2010
- Wohn- und Geschäftshaus Oskar-von-Miller-Straße, Frankfurt am Main, 2010
- Wohn- und Geschäftshäuser Am Kaffeelager, Überseequartier Hafencity Hamburg, 2010 mit Trojan + Trojan
- BMW Niederlassung, Frankfurt am Main, 2015
- Büro- und Wohnhochhaus Taunusturm, Frankfurt am Main, 2016, Lph. 5 mit Braun&Volleth Architekten GmbH
- ETA-Modellfabrik der TU Darmstadt, Darmstadt, 2016
- Wohnhochhaus Praedium, Frankfurt am Main, 2017
- Marienturm, Frankfurt am Main, 2019, Lph. 5
- One Forty West, Frankfurt am Main, 2020, Lph. 5 mit cyrus moser architekten

## Prototypen/Forschungsprojekte (Auswahl)
- Solar Decathlon Europe 2010, Bergische Universität Wuppertal
- CUBITY – Solar Decathlon Versailles 2014, „Plus Energy and Modular Future Student Living“, Technische Universität Darmstadt Foto
- CUBITY – LivingLAB - Studentisches Wohnen der Zukunft, Technische Universität Darmstadt
- Gründerlabor FounderLAB, Technische Universität Darmstadt
- Energy Plus Home 4.0-Solar Decathlon China Dezhou 2018, Technische Universität Darmstadt

## Ausgewählte Publikationen
- Anett-Maud Joppien, Manfred Hegger (Hrsg.): C U B I T Y - Energy-Plus and Modular Future Student Living. Berlin 2017.
- Anett-Maud Joppien, Marina Kirrkamm, Christel Hornstein (Hrsg.): architektinnen profil.werk.leben.  Wuppertal 2013.
- Anett-Maud Joppien: Zehnkampf für die Zukunft. In: Manfred Hegger, Caroline Fafflok, Johannes Hegger, Isabell Passig (Hrsg.): Aktivhaus – Das Grundlagenwerk – Vom Passivhaus zum Energieplushaus, München 2013, S. 29–33.
- Anett-Maud Joppien: Team Wuppertal, Ii: Bergische Universität Wuppertal, Hochschule Rosenheim, Hochschule für Technik Stuttgart, Hochschule für Technik und Wirtschaft Berlin (Hrsg.): SolarArchitektur⁴ - Die deutschen Beiträge zum Solar Decathlon Europe 2010, S. 78–103